# Erygansa
Erygansa là một chi bướm đêm thuộc họ Erebidae.